# سوزان شیلدز
سوزان شیلدز (به انگلیسی: Susan Shields) (زادهٔ ۳ فوریهٔ ۱۹۵۲) شناگر اهل ایالات متحده آمریکا است.